# 清水七郎
清水 七郎（しみず しちろう、1901年〈明治34年〉1月5日 - 没年不明）は、昭和時代の台湾総督府官僚。経営者。台中州知事。

## 経歴
和歌山市に生まれる。1927年（昭和2年）3月、東京帝国大学法学部英法科を卒業し、渡台する。専売局書記を拝命し酒課勤務を経て、1929年（昭和4年）台南州内務部教育課長に抜擢される。1931年（昭和6年）基隆郡守に任じ、ついで専売局参事、煙草課長兼酒課長、煙草課長、官房文書課長、総務局地方課長を経て、台中州知事に就任した。
戦後、名古屋塩業社長、同会長を歴任した。